# Zonitis bellieri
Zonitis bellieri – gatunek chrząszcza z rodziny oleicowatych.
Gatunek ten opisał po raz pierwszy w 1860 roku Louis Jérôme Reiche.
Chrząszcz o wydłużonym, prawie walcowatym ciele długości około 15 mm. Głowa jest duża, szeroka, trójkątna, wraz z czułkami i głaszczkami czarna. Czułki są jak na przedstawiciela rodzaju krótkie i sięgają ledwo do ⅓ długości pokryw; człon drugi jest prawie tak długi jak pierwszy. Głaszczki szczękowe mają wąski człon ostatni i nie są silnie wydłużone. Przedplecze jest silnie poprzeczne, pokryte dużymi, bezładnie rozproszonymi punktami. Pokrywy są delikatnie i gęsto owłosione, czarne z niebieskawym połyskiem, na szczytach osobno zaokrąglone, pozbawione listewki krawędziowej. Odnóża są czarne, o stopach z mocno powiększonym pierwszym członem. Golenie ostatniej pary mają równie cienkie ostrogi zewnętrzną i wewnętrzną, tę pierwszą nieco krótszą. Odwłok jest czerwono ubarwiony.
Owad palearktyczny, znany z Włoch (w tym Sycylii), Maroka, Algierii, Tunezji, Libii i anatolijskiej części Turcji.